# Süderlügum
Süderlügum (tiếng Đan Mạch: Sønder Løgum; Mooring North Frisian: Läigem hoặc Sööderläigem; Wiedingharde North Frisian: Leegem) là một đô thị thuộc huyện Nordfriesland, bang Schleswig-Holstein, Đức.